# Cantone di La Vallée des Gaves
Il Cantone di La Vallée des Gaves è una divisione amministrativa dell'arrondissement di Argelès-Gazost.
È stato costituito a seguito della riforma approvata con decreto del 25 febbraio 2014, che ha avuto attuazione dopo le elezioni dipartimentali del 2015.

## Composizione
Comprendeva inizialmente 50 comuni, ridottisi a 49 dal 1º gennaio 2016 per effetto della fusione dei comuni di Gavarnie e Gèdre per formare il nuovo comune di Gavarnie-Gèdre.:
- Adast
- Agos-Vidalos
- Arbéost
- Arcizans-Avant
- Arcizans-Dessus
- Argelès-Gazost
- Arras-en-Lavedan
- Arrens-Marsous
- Artalens-Souin
- Aucun
- Ayros-Arbouix
- Ayzac-Ost
- Barèges
- Beaucens
- Betpouey
- Boô-Silhen
- Bun
- Cauterets
- Chèze
- Esquièze-Sère
- Estaing
- Esterre
- Ferrières
- Gaillagos
- Gavarnie-Gèdre
- Gez
- Grust
- Lau-Balagnas
- Luz-Saint-Sauveur
- Ouzous
- Pierrefitte-Nestalas
- Préchac
- Saint-Pastous
- Saint-Savin
- Saligos
- Salles
- Sassis
- Sazos
- Sère-en-Lavedan
- Sers
- Sireix
- Soulom
- Uz
- Viella
- Vier-Bordes
- Viey
- Villelongue
- Viscos
- Vizos